# Revalorización de las pensiones en España
La cuantía de las pensiones del sistema de la Seguridad Social en España se fija cada año mediante real decreto o real decreto-ley publicado en el Boletín Oficial del Estado. Existen diversos tipos de pensiones que pueden ser actualizadas en distinta cuantía, e incluso dentro de un mismo tipo de pensión se puede aplicar un distinto porcentaje de actualización en función de la cuantía recibida por cada perceptor. En este artículo se cita el porcentaje de actualización general de las pensiones y otras prestaciones abonadas por el sistema de la Seguridad Social, que no obstante puede variar en función de características particulares.

## Evolución histórica
| Ejercicio | Actualización general (%) | BOE                      |
| --------- | ------------------------- | ------------------------ |
| 2012      | 0                         | Real Decreto-ley 28/2012 |
| 2013      | 1                         | Real Decreto-ley 28/2012 |
| 2014      | 0,25                      | Real Decreto 1045/2013   |
| 2015      | 0,25                      | Real Decreto 1107/2014   |
| 2016      | 0,25                      | Real Decreto 1170/2015   |
| 2017      | 0,25                      | Real Decreto 746/2016    |
| 2018      | 1,7                       | Real Decreto-ley 28/2018 |
| 2019      | 1,6                       | Real Decreto-ley 28/2018 |
| 2020      | 0,9                       | Real Decreto-ley 1/2020  |
| 2021      | 0,9                       | Real Decreto 46/2021     |
| 2022      | 2,5                       | Real Decreto 65/2022     |
| 2023      | 8,5                       | Real Decreto 1058/2022   |